# Michel Pollen
Michel Pollen (Apeldoorn, 11 juli 1972), is een Nederlandse ghostproducer van hardstyle-, dance- & housemuziek. Pollen produceert voor Nederlandse labels zoals Spinnin' Records en maakt deel uit van de hardstyle-acts The Pitcher & Donkey Rollers.